# جوئل مک‌کری
جوئل مک‌کری (انگلیسی: Joel McCrea؛ ۵ نوامبر ۱۹۰۵ – ۲۰ اکتبر ۱۹۹۰) هنرپیشه اهل ایالات متحده آمریکا بود. از فیلم‌هایی که وی در آن نقش داشته است، می‌توان به این سه نفر، بن‌بست، خبرنگار خارجی، بانوی الهی، جهان‌های خصوصی و اسلحه‌ها در بعد از ظهر اشاره کرد.